# Anker (společnost)
Anker je čínská značka v oblasti elektroniky. Je vlastněná společností Anker Innovations, která má svou základnu v Šen-čenu, ve Kuang-tungu. Značka je známá pro výrobu počítačového a mobilního příslušenství. Zabývá se výrobou powerbank, nabíjecích kabelů, sluchátek, reproduktorů, svítilen, ochranných prostředků pro displeje a mnoha dalších příslušenství z ostatních kategorií. Anker má několik sesterských značek, například Soundcore (původně SoundCore), Nebula, Eufy a Roav.

## Historie

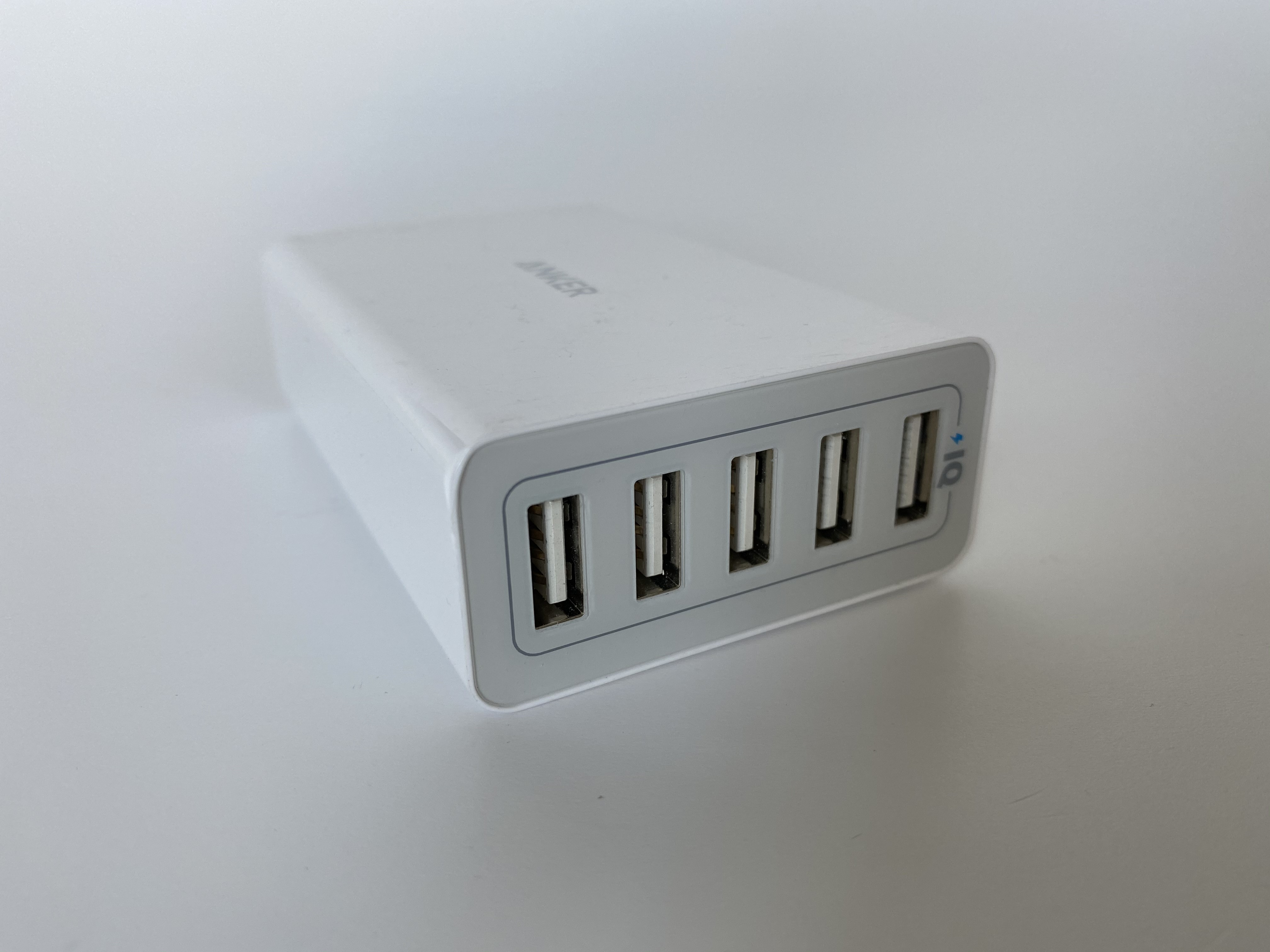
Anker PowerPort, rychlá USB nabíječka s 5 porty

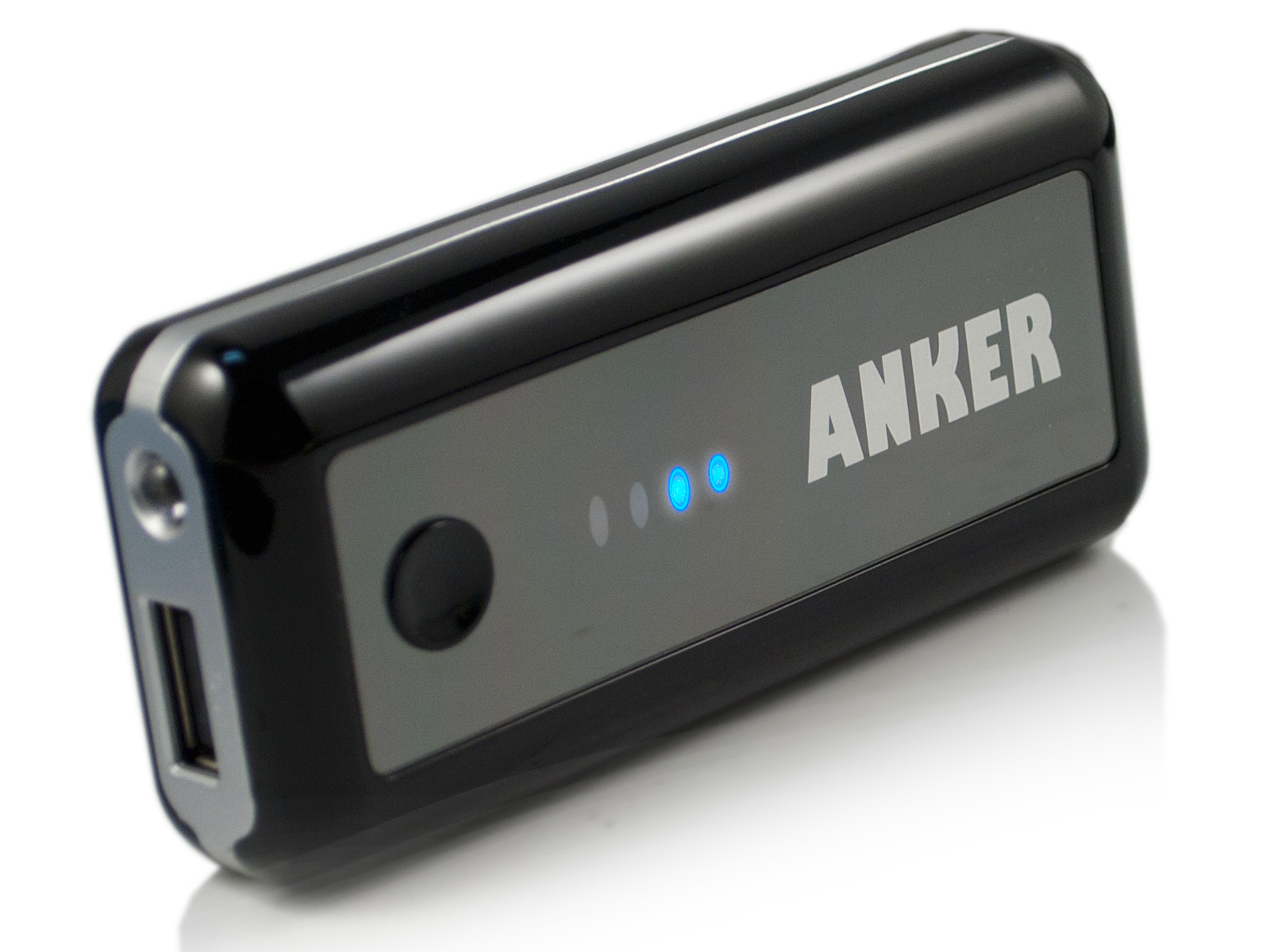
Anker Astro, nabíječka na mobilní baterii, uvedená v roce 2011

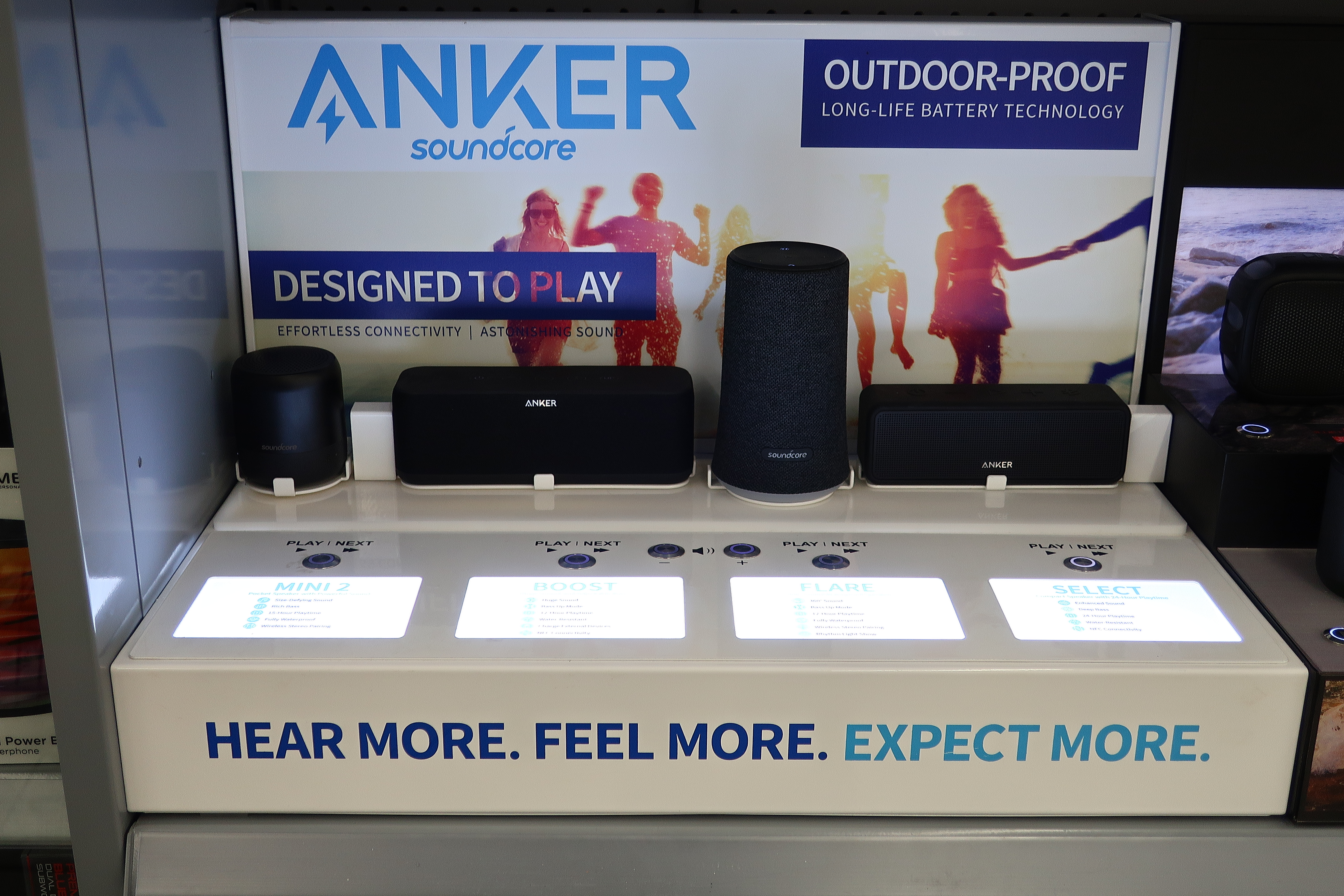
Interaktivní displej reproduktoru Anker SoundCore

Steven Yang založil společnost Anker v roce 2011 po svém návratu do Šen-čenu, v části Kuang-tungu. Před tím pracoval jako softwarový inženýr společnosti Google v Kalifornii ve Spojených státech. Na začátku roku 2012 společnost Anker najala Zhao Dongpinga, tehdejšího vedoucího prodeje společnosti Google v Číně. V roce 2012 společnost Anker upustila od výroby náhradních baterií pro notebooky a přeorientovala se na nabíječky pro chytré telefony a síťové adaptéry.
Zhao Dongping se stal prezidentem společnosti Anker Innovations v roce 2018.
Anker spravuje dceřiné společnosti v Číně, Japonsku, Spojených státech, Německu a Velké Británii. Před rokem 2017 se zařízení této společnosti téměř výhradně prodávaly na online tržišti Amazon Marketplace. Anker nyní kromě Amazonu prodává své produkty také na vlastních webových stránkách a u maloobchodníků, například na Best Buy, Target a Walmart.

## Produkty
Společnost Anker se primárně na trhu orientuje na prodej příslušenství k mobilním telefonům, jako jsou například powerbanky, kabely pro nabíjení či USB rozbočovače. Společnost Anker také vyrábí inteligentní domácí spotřebiče a bezpečnostní pojistky pod názvem Eufy, přenosné videoprojektory pod názvem Nebula, bluetooth sluchátka a reproduktory pod názvem Soundcore a příslušenství do auta pod jménem ROAV.